# Marruecos en los Juegos Olímpicos de Los Ángeles 1984
Marruecos estuvo representado en los Juegos Olímpicos de Los Ángeles 1984 por un total de 34 deportistas, 33 hombres y una mujer, que compitieron en 6 deportes.
El portador de la bandera en la ceremonia de apertura fue el atleta Lahsen Samsam Aka.

## Medallistas
El equipo olímpico marroquí obtuvo las siguientes medallas:
| Nombre             | Deporte   | Competición    |
| ------------------ | --------- | -------------- |
| Oro                |           |                |
| Nawal El Mutawakel | Atletismo | 400 m vallas F |
| Said Auita         | Atletismo | 5.000 m M      |
| Plata              |           |                |
| —                  |           |                |
| Bronce             |           |                |
| —                  |           |                |